# 1919 Eternal
Albums de Black Label Society
Stronger than Death The Blessed Hellride
Singles
1. Bleed for Me (promo)
Sortie : 2002

1919 Eternal est le troisième album studio du groupe de heavy metal américain Black Label Society. Il est sorti le 5 mars 2002 sur le label Spitfire Records et a été produit par Zakk Wylde. 

## Historique
Cet album fut enregistré au Paramount studios et au Rumbo Recorders studios en Californie entre 2001 et 2002. À cette époque, Black label Society n'est plus vraiment un groupe, Zakk étant retourné auprès d' Ozzy Osbourne pour enregistrer l'album Down to Earth et l'accompagner dans sa tournée de promotion. Seul rescapé, le batteur Craig Nunenmacher qui avait fait partie de BLS lors de la tournée pendant laquelle fut enregistré l'album en public Alcohol Fueled Brewtality Live!! + 5. Lors de l'écriture des nouveaux titres, un ami de Zakk, le batteur Christian Werr, l'accompagna pour enregistrer quelques démos notamment les titres Bleed for Me, Life, Birth, Blood, Doom et Demise of Sanity. Zakk gardera ces prises de batterie pour l'album. Graig Nunenmacher assurera la batterie pour le reste des titres de l'album. Robert Trujillo, qui avait aussi joué sur l'album d'Ozzy, viendra jouer de la basse sur deux titres et accompagnera le groupe en tournée avant de rejoindre Metallica.
L'album devait s'appeler originellement Deathcore WarMachine Eternal mais Zakk Wylde changea le nom après les événements du 11 septembre 2001. 1919 est l'année de naissance du père de Zakk Wylde qui a combattu pendant la Seconde Guerre mondiale participant notamment au Jour J et à la Bataille de Normandie. Jerome F. Wielandt, que Zakk Wylde vénérait, est décédé le 19 janvier 2009 à l'âge de 90 ans.
Cet album, le premier du groupe à entrer dans les charts américains, se classa à la 149e place du Billboard 200 et à la 7e place du Top Independent Albums (classement des albums sortis sur un label indépendant).
La pochette de l'album représente une affiche utilisée par l'armée Nazie pour recruter de jeunes hollandais dans la Schutzstaffel (SS), le visage du soldat allemand est remplacé par une tête de mort.

## Liste des titres
- Tous les titres sont signés par Zakk Wylde, sauf indication.

1. Bleed for Me : 5:31
2. Lords of Destruction : 5:11
3. Demise of Sanity : 3:23
4. Life, Birth, Blood, Doom : 4:21
5. Bridge to Cross : 5:49
6. Battering Ram : 2:22
7. Speedball : 0:58
8. Graveyard Disciples : 3:20
9. Genocide Junkies : 5:53
10. Lost Heaven : 4:24
11. Refuse to Bow Down : 4:53
12. Mass Murder Machine : 5:47
13. Berserkers : 5:06
14. America the Beautiful (instrumental) (Katharine Lee Bates, Samuel A. Ward)  : 3:17
15. Llabdeeps (Bonus Japon) : 1:00

## Musiciens
- Zakk Wylde : chant, guitares, basse
- Robert Trujillo : basse (titres 3, 4)
- Craig Nunenmacher : batterie
- Christian Werr : batterie (titres 1, 3, 4)

## Charts
| Pays       | Chart              | Durée du classement | Classement | Ref.  |
| ---------- | ------------------ | ------------------- | ---------- | ----- |
| États-Unis | Billboard 200      | 1 semaine           | 149e       | [ 4 ] |
| États-Unis | Independent Albums | 7 semaines          | 7e         | [ 5 ] |
| États-Unis | Heatseekers Albums | 3 semaines          | 6e         | [ 6 ] |